# Serie Mundial de 2006
La Serie Mundial de 2006, la edición número 102 de la serie de campeonato de las Grandes Ligas, se inició el 21 de octubre y terminó el 27 de octubre. Se enfrentaron los campeones de la Liga Americana los Detroit Tigers contra los campeones de la Liga Nacional los St. Louis Cardinals. Los Cardinals ganaron la Serie en cinco partidos, triunfando en los juegos uno, tres, cuatro y cinco. Fue la tercera Serie Mundial disputada entre estos dos equipos, y la primera en 38 años. Los Cardinals ganaron la primera en 1934, y los Tigers ganaron la segunda en 1968; en cada una se jugaron los siete partidos completos. La Serie Mundial de 1968 fue la última antes de implementarse el formato de divisiones y jugarse una ronda más de postemporada.
Fue apenas la quinta vez en 40 años que la serie contó con dos equipos que permanecieron en la misma ciudad desde la formación de la Liga Americana en 1901, la última fue la Serie Mundial de 2004 entre San Luis y los Boston Red Sox. Las tres últimas antes de 2004 fueron en 1975 (Boston-Cincinnati), 1968 (Detroit-St. Louis) y 1967 (Boston-St. Louis).
Los Cardinals, que se trasladaron al Busch Stadium en abril de 2006, se convirtieron en el cuarto equipo en ganar la Serie Mundial en el debut de su estadio, uniéndose a los Pittsburgh Pirates de 1909 (Forbes Field), los Boston Red Sox de 1912 (Fenway Park) y los New York Yankees de 1923 (Yankee Stadium). En 2009 se unieron al grupo los New York Yankees de 2009 (nuevo Yankee Stadium). Los Cardinals ganaron su décimo Clásico de Otoño, más que cualquier franquicia de la Liga Nacional, y su primero desde 1982, quedando en segundo lugar de todos los tiempos detrás de los 27 (entonces 26) títulos de los Yankees. El mánager Tony La Russa, quien ganó la Serie Mundial de 1989 con los Oakland Athletics, se convirtió en el segundo mánager en la historia en ganar con equipos de ambas ligas, uniéndose a Sparky Anderson. El mánager de los Tigers Jim Leyland, quien ganó el título de la Serie Mundial de 1997 con los Florida Marlins, pudo haberse convertido en el segundo mánager en ganar con equipos de ambas ligas de haber triunfado con los Tigers.
Los Cardinals terminaron la temporada regular con marca de 83-78. Este es el segundo peor registro de la historia para un campeón de la liga (los New York Mets de 1973 terminaron con 82-79) y el peor récord para un campeón de la Serie Mundial. Anteriormente los Minnesota Twins terminaron 85-77 y derrotaron a los Cardinals en la Serie Mundial de 1987.

## Desempeño en postemporada

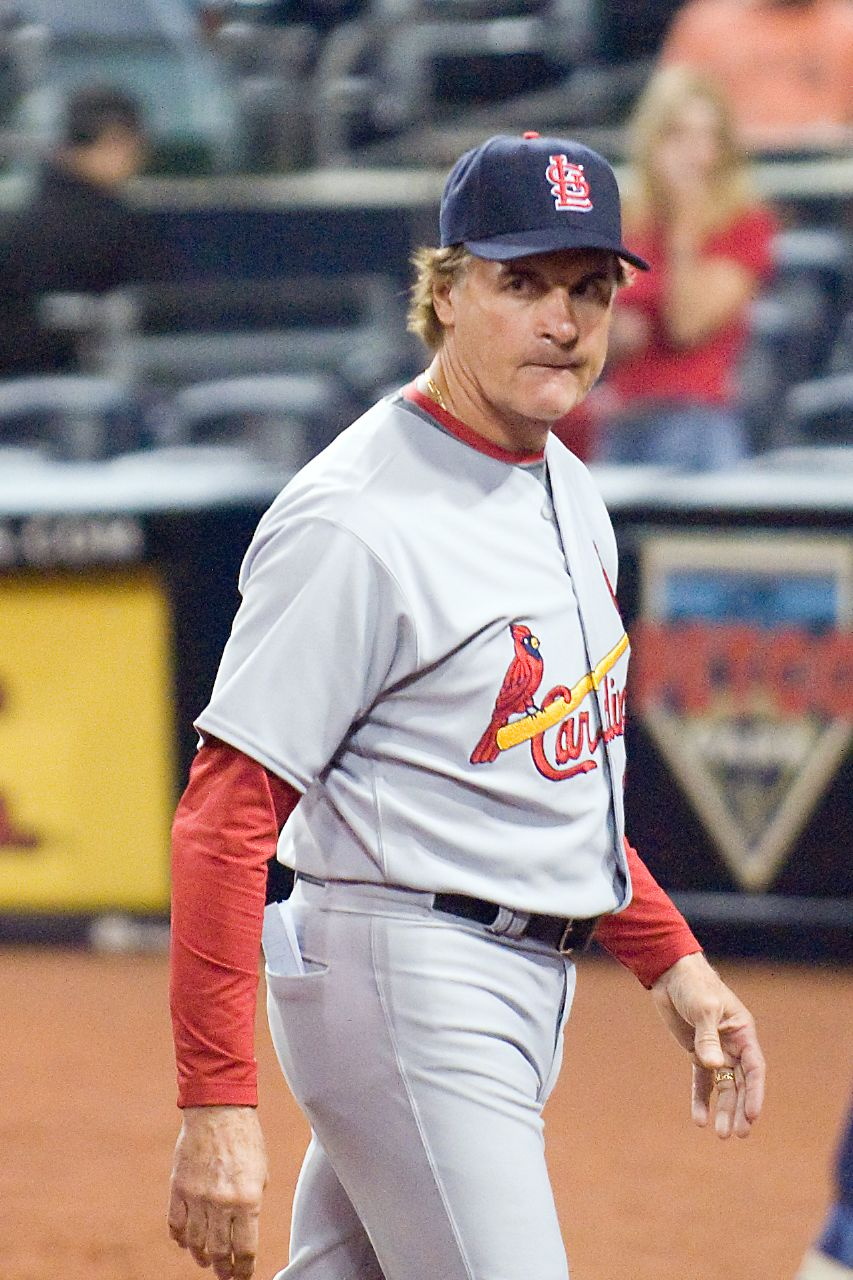
Tony La Russa, mánager de St. Louis Cardinals.

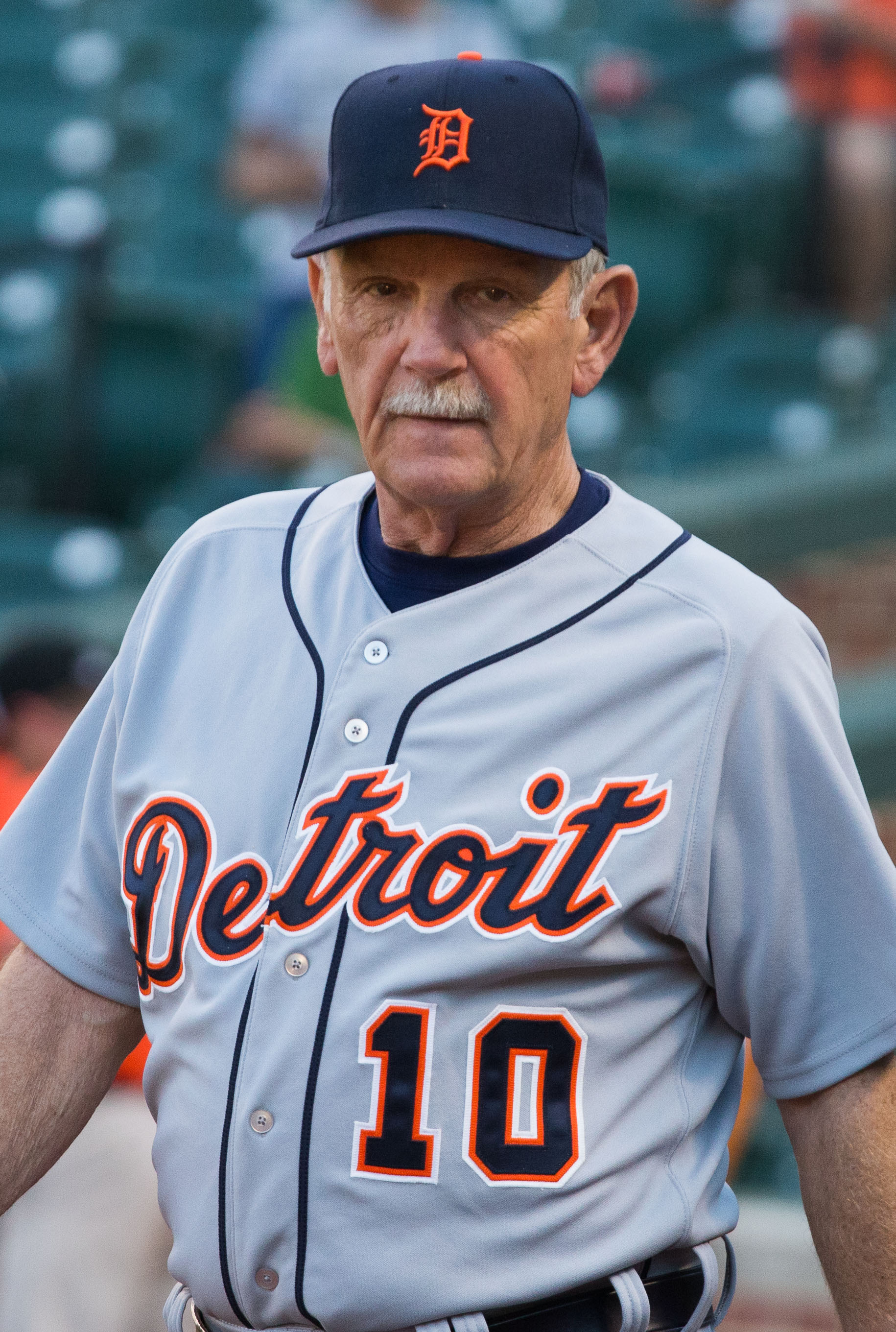
Jim Leyland, mánager de Detroit Tigers.

|  | Serie Divisional | Serie Divisional    | Serie Divisional    |   |                  | Campeonato de la Liga | Campeonato de la Liga | Campeonato de la Liga |  |  | Serie Mundial | Serie Mundial  | Serie Mundial |
|  |                  |                     |                     |   |                  |                       |                       |                       |  |  |               |                |               |
|  | 1                | New York Yankees    | 1                   |   |                  |                       |                       |                       |  |  |               |                |               |
|  | 4                | Detroit Tigers      | 3                   |   |                  |                       |                       |                       |  |  |               |                |               |
|  | 4                | Detroit Tigers      | 3                   |   | 4                | Detroit Tigers        | 4                     |                       |  |  |               |                |               |
|  | Liga Americana   |                     |                     |   | 4                | Detroit Tigers        | 4                     |                       |  |  |               |                |               |
|  |                  | 3                   | Oakland Athletics   | 0 |                  |                       |                       |                       |  |  |               |                |               |
|  | 2                | 3                   | Oakland Athletics   | 0 | Minnesota Twins  | 0                     |                       |                       |  |  |               |                |               |
|  | 2                |                     |                     |   | Minnesota Twins  | 0                     |                       |                       |  |  |               |                |               |
|  | 3                | Oakland Athletics   | 3                   |   |                  |                       |                       |                       |  |  |               |                |               |
|  |                  |                     |                     |   |                  |                       |                       |                       |  |  | AL4           | Detroit Tigers | 1             |
|  |                  | NL3                 | St. Louis Cardinals | 4 |                  |                       |                       |                       |  |  |               |                |               |
|  | 1                | New York Mets       | 3                   |   |                  |                       |                       |                       |  |  |               |                |               |
|  | 4                | Los Angeles Dodgers | 0                   |   |                  |                       |                       |                       |  |  |               |                |               |
|  | 4                | Los Angeles Dodgers | 0                   |   | 1                | New York Mets         | 3                     |                       |  |  |               |                |               |
|  | Liga Nacional    |                     |                     |   | 1                | New York Mets         | 3                     |                       |  |  |               |                |               |
|  |                  | 3                   | St. Louis Cardinals | 4 |                  |                       |                       |                       |  |  |               |                |               |
|  | 2                | 3                   | St. Louis Cardinals | 4 | San Diego Padres | 1                     |                       |                       |  |  |               |                |               |
|  | 2                |                     |                     |   | San Diego Padres | 1                     |                       |                       |  |  |               |                |               |
|  | 3                | St. Louis Cardinals | 3                   |   |                  |                       |                       |                       |  |  |               |                |               |

1: Campeón División Este, 2: Campeón División Central, 3: Campeón División Oeste, 4: Comodín

|                                                              |
| Campeón de las Grandes Ligas St. Louis Cardinals 10.º título |

## Desarrollo

### Juego 1
| Equipo              | 1 | 2 | 3 | 4 | 5 | 6 | 7 | 8 | 9 | C | H | E |
| ------------------- | - | - | - | - | - | - | - | - | - | - | - | - |
| St. Louis Cardinals | 0 | 1 | 3 | 0 | 0 | 3 | 0 | 0 | 0 | 7 | 8 | 2 |
| Detroit Tigers      | 1 | 0 | 0 | 0 | 0 | 0 | 0 | 0 | 1 | 2 | 4 | 3 |

LG: Anthony Reyes (1–0)  LP: Justin Verlander (0–1)  
HRs:  STL – Scott Rolen (1), Albert Pujols (1)  DET – Craig Monroe (1)

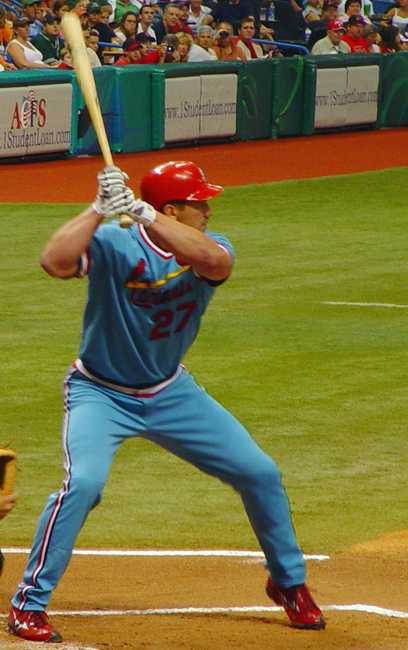
Scott Rolen.

Umpires: HP - Randy Marsh, 1B - Alfonso Márquez, 2B - Wally Bell, 3B - Mike Winters, LF - John Hirschbeck, RF - Tim McClelland. 

Asistencia: 42 479 espectadores. 

Duración: 2 h 54 m

Dos novatos se enfrentaron en el Juego 1 por primera vez en la historia: Anthony Reyes de St. Louis y Justin Verlander de Detroit. Parecía que los Tigers iban a poner a Reyes en problemas temprano en la parte inferior de la primera entrada, cuando Craig Monroe bateó un doble y Magglio Ordóñez recibió boleto. Carlos Guillén bateó sencillo para que Monroe anotara, dando a los Tigers una ventaja de 1-0. Sin embargo, en la parte superior de la segunda, Scott Rolen conectó un largo cuadrangular al jardín izquierdo, empatando el marcador en 1-1. Rolen bateaba 0-de-15 en su carrera en la Serie Mundial antes de golpear el jonrón. La marca anterior había sido de 0-de-13, perteneciente a Benny Kauff de los Gigantes de Nueva York en la Serie Mundial de 1917. En la tercera entrada los Cardinals se abrieron paso, primero cuando con doble productor de Chris Duncan anotó Yadier Molina para dar a los Cardenales la ventaja. Al siguiente lanzamiento de Verlander, Albert Pujols bateó un jonrón de dos carreras, castigando al novato que eligió lanzarle en lugar de otorgarle un boleto con la primera base vacía y dos outs, y enfrentar a Jim Edmonds.
Mientras tanto, Anthony Reyes fue la historia. El lanzador con menor número de victorias de la temporada regular (5) en abrir el Juego 1 de una Serie Mundial retiró diecisiete bateadores en fila de la primera a la sexta entrada, un récord de la Serie Mundial para un novato. El récord anterior era de trece (John Stuper, STL, 1982, y Dickie Kerr, CHW, 1919). Los Cardinals aprovecharon los errores de Detroit de nuevo en el sexto, cuando Brandon Inge cometió dos errores en una jugada. Con corredores en segunda y tercera, Inge tiró mal al plato permitiendo anotar una carrera y luego obstruyó la corrida a home de Scott Rolen para forzar otra carrera. Craig Monroe bateó un jonrón solitario a Reyes en el cierre del noveno, lo que llevó a Reyes a retirarse del juego, y Braden Looper entró para cubrirlo. El marcador final fue 7-2, marcando la primera vez desde 2003 que la Liga Nacional había ganado un partido de la Serie Mundial, y el primer juego de la Serie Mundial ganado por San Luis desde el Juego 5 de la Serie Mundial de 1987.

### Juego 2
| Equipo              | 1 | 2 | 3 | 4 | 5 | 6 | 7 | 8 | 9 | C | H  | E |
| ------------------- | - | - | - | - | - | - | - | - | - | - | -- | - |
| St. Louis Cardinals | 0 | 0 | 0 | 0 | 0 | 0 | 0 | 0 | 1 | 1 | 4  | 1 |
| Detroit Tigers      | 2 | 0 | 0 | 0 | 1 | 0 | 0 | 0 | X | 3 | 10 | 1 |

LG: Kenny Rogers (1–0)  LP: Jeff Weaver (0–1)  SV: Todd Jones (1)  
HRs:  DET – Craig Monroe (2)

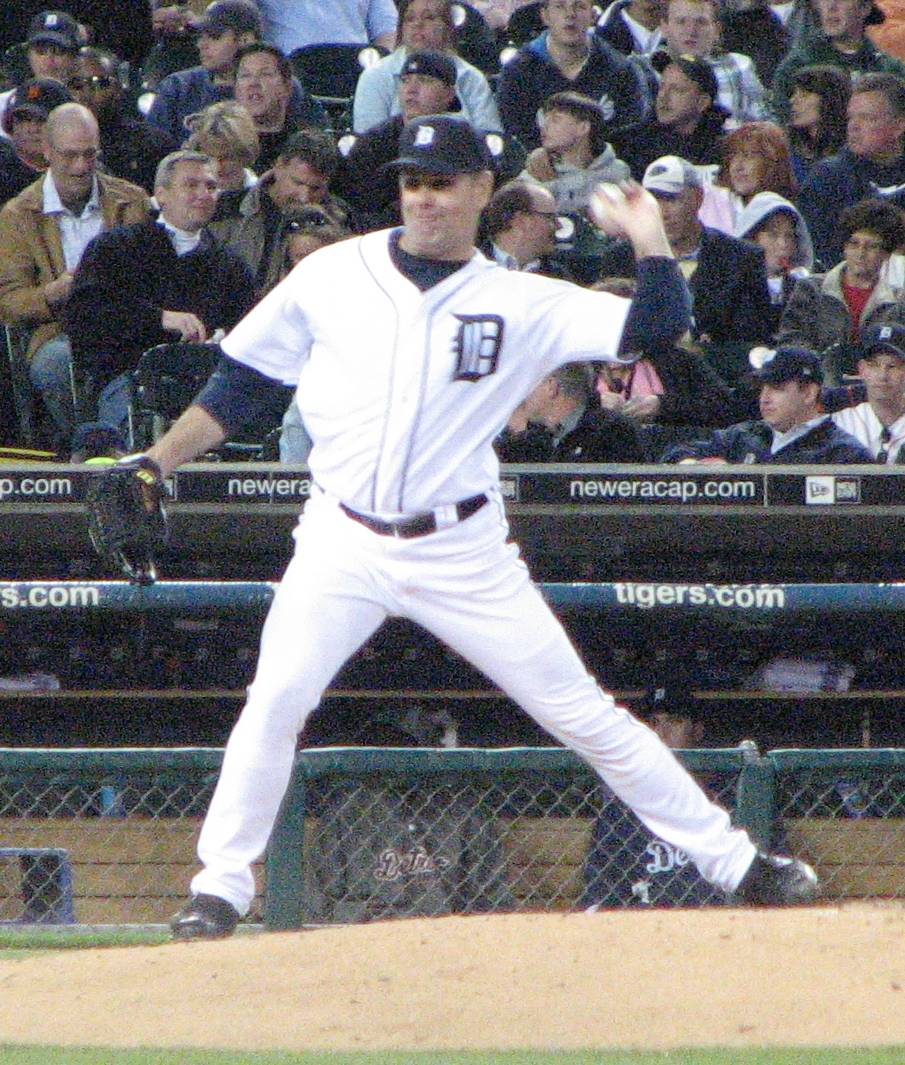
Kenny Rogers.

Umpires: HP - Alfonso Márquez, 1B - Wally Bell, 2B - Mike Winters, 3B - John Hirschbeck, LF - Tim McClelland, RF - Randy Marsh. 

Asistencia: 42 533 espectadores. 

Duración: 2 h 55 m

Con una temperatura inicial de 44 °F  (7 °C), la controversia rodeó el inicio del Juego 2, cuando se encontró que el abridor Kenny Rogers de los Tigers tenía una sustancia en la palma de su mano de lanzar durante la primera entrada . Aunque los cardenales bateadores afirmaron que la pelota estaba haciendo "cosas raras" en la primera entrada, el mánager de los Cardenales, Tony LaRussa no solicitó una inspección de la mano de Rogers para determinar que sustancia era. Rogers afirmó que era una combinación de lodo y resina (ambas legales), pero cumplió con la petición de los árbitros de lavarse las manos antes de la segunda entrada.
Sin inmutarse, Rogers se encendería al lanzar ocho entradas en blanco permitiendo solo dos hits, alargando su racha de postemporada a 23 entradas en blanco consecutivas. Craig Monroe bateó su segundo jonrón de la serie, y Carlos Guillén, quien le faltó un jonrón para completar el ciclo, y Sean Casey remolcaron carreras para darle a los Tigres una ventaja de 3-0 entrando en la novena entrada. Todd Jones entró en el juego para cerrar el partido, pero se metió en un atasco pesado, con Scott Rolen siendo impulsado por Jim Edmonds antes que un out forzado en segunda con las bases llenas ganara el partido para los Tigres. Craig Monroe se convirtió en el quinto jugador en batear un jonrón en cada uno de sus primeros dos juegos de Serie Mundial. Los otros fueron Barry Bonds de los San Francisco Giants en 2002, Ted Simmons para los Cerveceros en 1982, Dusty Rhodes para los Gigantes de Nueva York en 1954, y Jimmie Foxx para los Atléticos de Filadelfia en 1929.

### Juego 3
| Equipo              | 1 | 2 | 3 | 4 | 5 | 6 | 7 | 8 | 9 | C | H | E |
| ------------------- | - | - | - | - | - | - | - | - | - | - | - | - |
| Detroit Tigers      | 0 | 0 | 0 | 0 | 0 | 0 | 0 | 0 | 0 | 0 | 3 | 1 |
| St. Louis Cardinals | 0 | 0 | 0 | 2 | 0 | 0 | 2 | 1 | X | 5 | 7 | 0 |

LG: Chris Carpenter (1–0)  LP: Nate Robertson (0–1)  

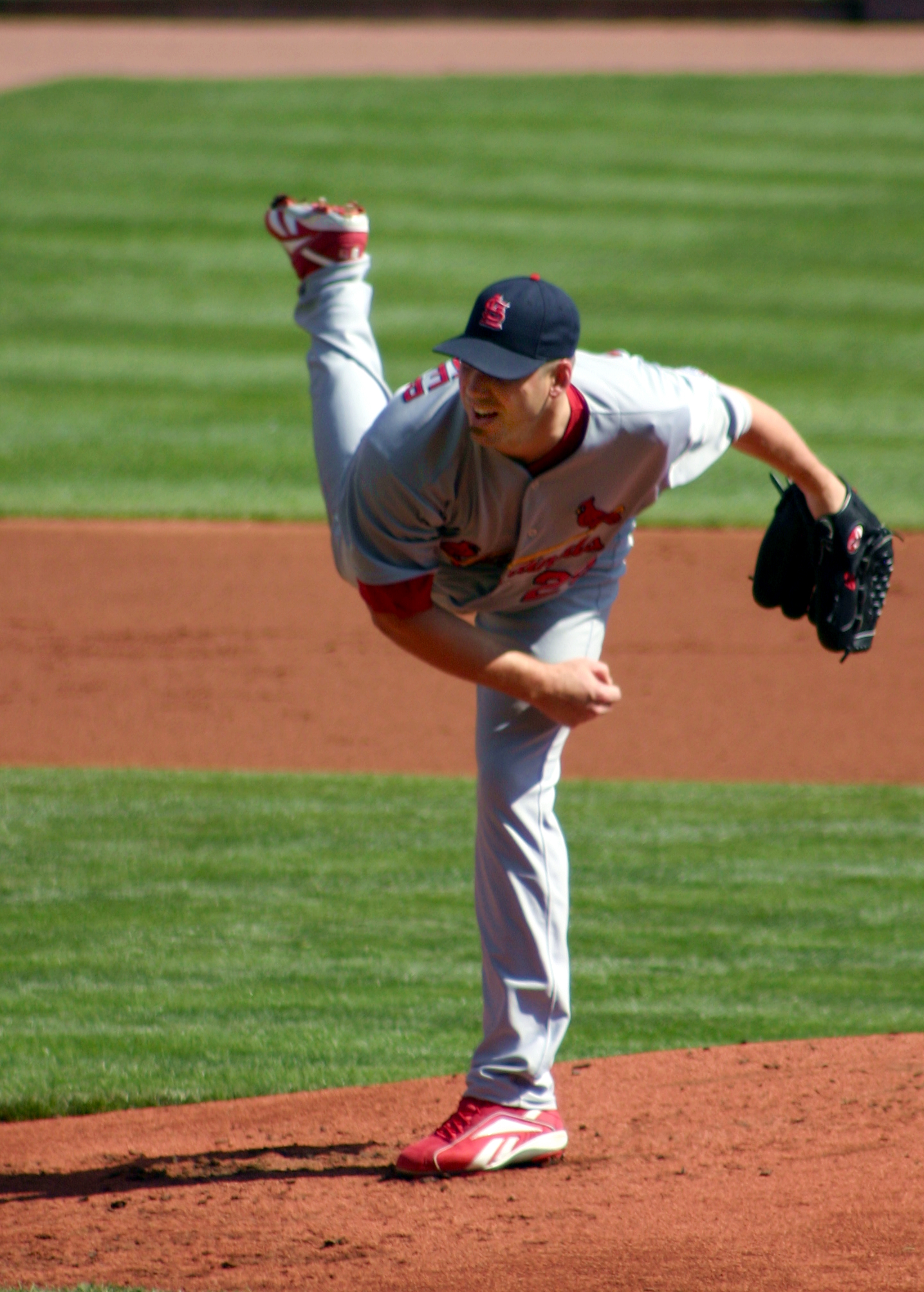
Chris Carpenter.

Umpires: HP - Wally Bell, 1B - Mike Winters, 2B - John Hirschbeck, 3B - Tim McClelland, LF - Randy Marsh, RF - Alfonso Márquez. 

Asistencia: 46 513 espectadores. 

Duración: 3 h 03 m

Después de que los Cardenales fueron blanqueados por el lanzador Kenny Rogers durante ocho entradas en el Juego 2, el abridor Chris Carpenter respondió con ocho entradas en blanco en una victoria 5-0 de los Cardenales en el Juego 3. Carpenter, haciendo su debut en la Serie Mundial (se perdió toda la Serie Mundial de 2004 debido a una lesión) permitió solo tres hits, ponchó a seis y no otorgó boletos, mientras que lanzó solo 82 lanzamientos. Solo un jugador de los Tigets llegó a la segunda base.
San Luis abrió el marcador en la cuarta entrada con un doble de dos carreras con bases llenas del jardinero central Jim Edmonds ante Nate Robertson. Anotarían dos carreras más en la parte baja de la séptima por un error del lanzador Joel Zumaya, quien lanzó mal al tercera base Brandon Inge en lo que debería haber sido un out forzado de rutina. St. Louis añadiría otra carrera en la octava con un lanzamiento descontrolado.
El relevista Braden Looper lanzaría una novena entrada perfecta para cerrar el juego y dar a San Luis una ventaja de dos juegos a uno en la serie.
Los Cardenales se convirtieron en el primer equipo desde los Cincinnati Reds en 1970 en albergar un partido de la Serie Mundial en su primera temporada en un nuevo estadio.

### Juego 4
| Equipo              | 1 | 2 | 3 | 4 | 5 | 6 | 7 | 8 | 9 | C | H  | E |
| ------------------- | - | - | - | - | - | - | - | - | - | - | -- | - |
| Detroit Tigers      | 0 | 1 | 2 | 0 | 0 | 0 | 0 | 1 | 0 | 4 | 10 | 1 |
| St. Louis Cardinals | 0 | 0 | 1 | 1 | 0 | 0 | 2 | 1 | X | 5 | 9  | 0 |

LG: Adam Wainwright (1–0)  LP: Joel Zumaya (0–1)  
HRs:  DET – Sean Casey (1)

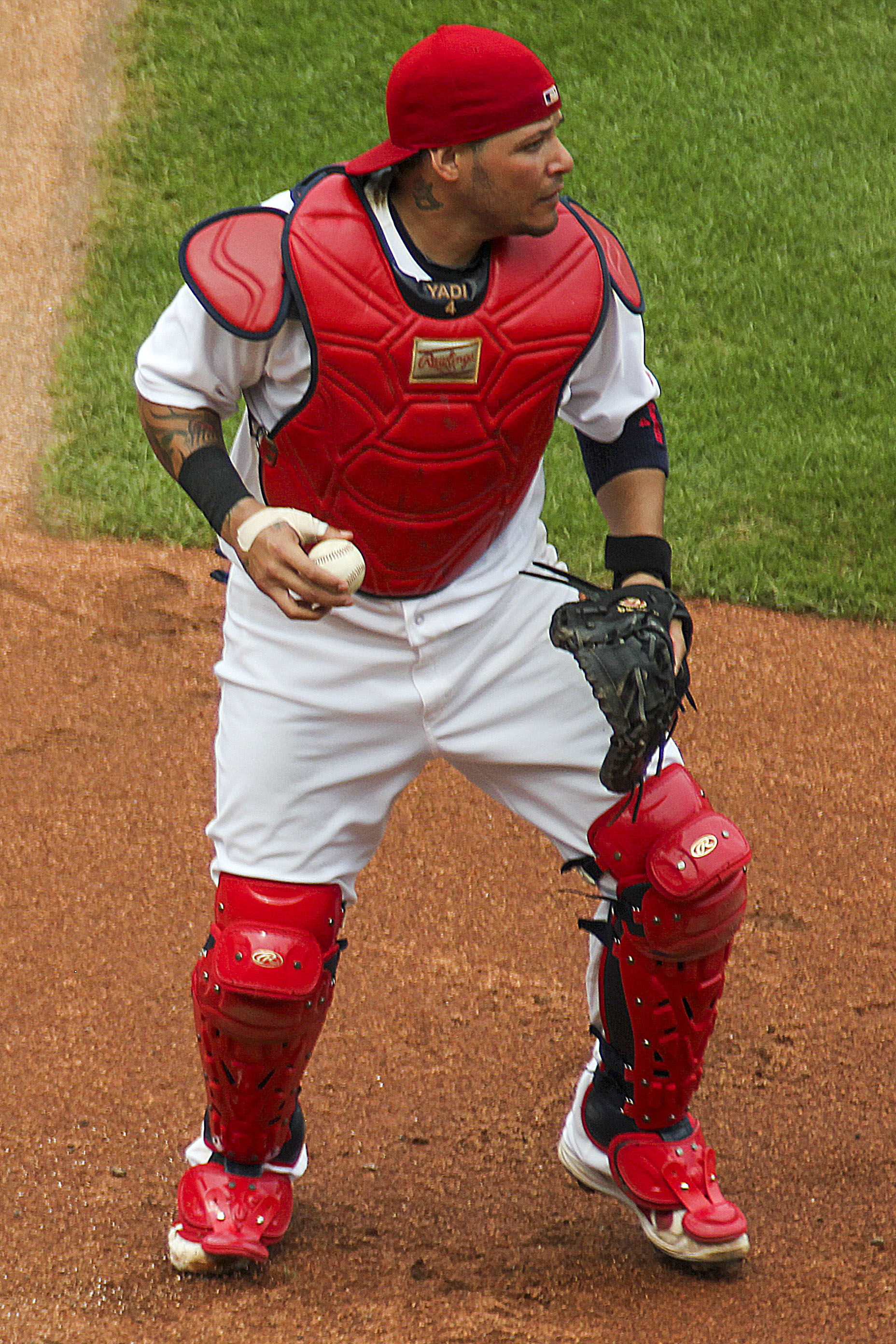
Yadier Molina.

Umpires: HP - Mike Winters, 1B - John Hirschbeck, 2B - Tim McClelland, 3B - Randy Marsh, LF - Alfonso Márquez, RF - Wally Bell. 

Asistencia: 46 470 espectadores. 

Duración: 3 h 35 m

El Juego 4 se retrasó un día debido a la lluvia, la primera vez que una suspensión por lluvia ocurría desde el Juego 1 en 1996. Los fanes que asistirían a dicho juego fueron convocados para el Juego 5 (por lo tanto, los aficionados que tenían entradas para el Juego 5 fueron al Juego 4). Los Cardenales ganaron, tomando una ventaja de 3-1 en la serie. Los Tigres tomaron una ventaja de 3-0 en la parte superior de la tercera, después de que Sean Casey remolcó dos carreras con un jonrón. El otro RBI vino de Iván Rodríguez, quien bateó sencillo para remolcar a Carlos Guillén. Rodríguez, que había estado en blanco en los tres partidos anteriores, también se fue 3-de-4. En la parte inferior de la tercera, los Cardenales contraatacaron con un doble remolcador de David Eckstein, anotando Aaron Miles que tuvo la primera base robada de la serie por cualquier equipo. Yadier Molina bateó un doble para remolcar a Scott Rolen en el cuarto y acortar la ventaja de los Tigres a 3-2. El marcador se mantuvo de esa manera, hasta que en la parte inferior de la séptima, cuando Eckstein abrió con un doble sobre la cabeza de Curtis Granderson, anotó con un toque de sacrificio de So Taguchi que fue arrojado por Fernando Rodney sobre la cabeza de Plácido Polanco cubriendo primera, y que empató el marcador a tres. Más tarde esa misma entrada, Preston Wilson bateó un sencillo al jardín izquierdo con dos outs que remolcó a Taguchi desde tercera. Los Tigres empataron el partido en la parte superior de la octava en un doble de Brandon Inge que anotó Iván Rodríguez. En la parte inferior de la octava entrada, los cardenales recuperaron y mantuvieron el liderato cuando Miles anotó con un doble de Eckstein justo al lado del guante del jardinero Craig Monroe, que había estado jugando poco profundo y se zambulló para atrapar la bola justo fuera de su alcance.

### Juego 5
| Equipo              | 1 | 2 | 3 | 4 | 5 | 6 | 7 | 8 | 9 | C | H | E |
| ------------------- | - | - | - | - | - | - | - | - | - | - | - | - |
| Detroit Tigers      | 0 | 0 | 0 | 2 | 0 | 0 | 0 | 0 | 0 | 2 | 5 | 2 |
| St. Louis Cardinals | 0 | 1 | 0 | 2 | 0 | 0 | 1 | 0 | X | 4 | 8 | 1 |

LG: Jeff Weaver (1–1)  LP: Justin Verlander (0–2)  SV: Adam Wainwright (1)  
HRs:  DET – Sean Casey (2)

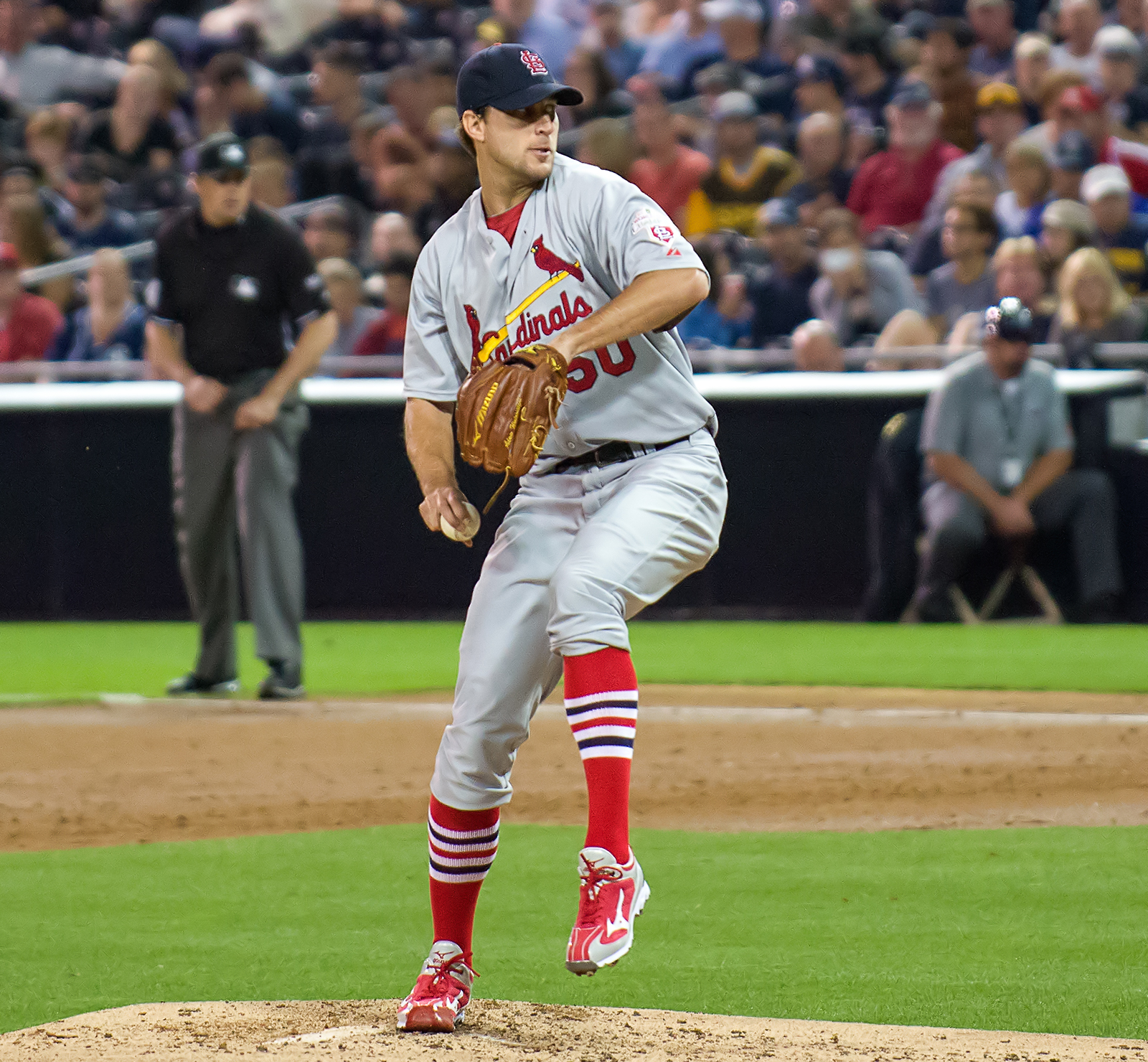
Adam Wainwright.

Umpires: HP - John Hirschbeck, 1B - Tim McClelland, 2B - Randy Marsh, 3B - Alfonso Márquez, LF - Wally Bell, RF - Mike Winters. 

Asistencia: 46 638 espectadores. 

Duración: 2 h 56 m

En un día en el que llovió la mayor parte del día, pero se detuvo con suficiente antelación para no retrasar el juego, los Cardenales ganaron para hacerse con el campeonato cuatro juegos a uno, haciendo de esta la primera serie de cinco partidos desde la Serie Yankees-Mets en el 2000.
Justin Verlander lanzó una primera entrada descuidada para Detroit, otorgando tres boletos y empatando un récord de la Serie Mundial para una sola entrada lanzando dos lanzamientos descontrolados. Sin embargo no permitió carreras, gracias a una buena jugada del campocorto Carlos Guillén para conseguir el tercer out en lo que era casi un hit dentro del cuadro.
Los Cardenales tomaron la ventaja en la segunda entrada con un sencillo de Yadier Molina seguido de dos rodados que avanzaban, y luego un sencillo dentro del cuadro de David Eckstein.El tercera base de Detroit Brandon Inge hizo una buena jugada para detener la pelota bateada por Eckstein, pero luego hizo un tiro pobre a primero que permitió a Eckstein avanzar a segunda. El error de tiro fue el séptimo error de la serie por los Tigres, dándoles al menos un error en cada partido a ese punto.
El lanzador de los Cardinals Jeff Weaver (un ex-Tigre) lanzó bien en la cuarta entrada, y parecía estar muy lejos de problemas con un rodado, seguido por un elevado de rutina por Magglio Ordóñez. Este elevado resultó ser mucho más problemático de lo que pareció por primera vez: el jardinero derecho Chris Duncan dejó caer la pelota, al parecer distraído del jardinero central Jim Edmonds, que también estaba buscando capturar la pelota. Con Ordóñez embasado por el error, al siguiente lanzamiento del juego Sean Casey conectó hacis los asientos del jardín derecho justo dentro del poste de foul para un jonrón de dos carreras que le dio a Detroit una ventaja de 2-1. Los Cardenales amenazarían inmediatamente en la parte inferior de la entrada, con Yadier Molina y So Taguchi conectando sencillos para poner corredores en primera y segunda con un out. El lanzador Jeff Weaver intentó realizar un toque de bola que el lanzador Justin Verlander tomó cómodamente, pero trató de forzar la salida del corredor en tercera base y lanzó la pelota hacia el jardín izquierdo. Esto permitió a Molina anotar y a Taguchi y Weaver llegar con seguridad a tercera y segunda base. El error de lanzamiento de Verlander fue el quinto error de lanzadores de Detroit en la Serie Mundial, acumulando uno por juego, y estableciendo un nuevo récord de la Serie Mundial. El siguiente bateador, David Eckstein, falló con rodado para anotar el corredor de tercera, y San Luis consiguió su ventaja, 3- 2.
Chris Duncan cometió otro error en la parte superior de la sexta para permitir a Sean Casey conectar un doble con dos outs, pero seguidamente Iván Rodríguez se ponchó para terminar la entrada. David Eckstein conectó sencillo y Preston Wilson recibió boletos para colocar corredores en primera y segunda sin outs, para el corazón de bateo de los Cardenales: Pujols, Edmonds y Rolen. Tanto Pujols como Edmonds fallaron con elevados, pero Scott Rolen bateó un sencillo y anotó Eckstein, duplicando la ventaja de los Cardinals a 4-2.
Jeff Weaver retiró la octava entrada sin problemas, y los Cardenales fueron a la novena a solo tres outs de su primer título de Serie Mundial en 24 años. El hombre llamado a conseguir esos tres outs sería Adam Wainwright, que había ganado el puesto de cerrador después de que la estrella Jason Isringhausen fuera sometido a una cirugía de final de temporada. Magglio Ordóñez abrió el inning por Detroit, llegando a conteo completo, pero luego falló con un rodado. El segundo bateador, Sean Casey, trabajó cuenta llena y luego bateó un doble para traer la carrera del empate en el plato. El tercer bateador, Iván Rodríguez, se puso por delante en la cuenta 2-0, pero falló de nuevo a Wainwright en el siguiente lanzamiento, poniendo a los Cardenales a un out. El cuarto bateador, Plácido Polanco, se quedó atrás 1-2, pero luego recibió boleto para poner la carrera del empate en circulación. El quinto bateador, Brandon Inge, se quedó atrás 0-2, de nuevo poniendo a los Cardenales a un out del campeonato de la Serie Mundial. No se extendió el drama por más tiempo, ya que se ponchó al siguiente lanzamiento (lo que es la primera Serie Mundial en finalizar con un ponche desde la Serie Mundial de 1988), dando el título de la Serie Mundial a los Cardenales. La última jugada de la temporada 2006 se hizo a las 10:26 p. m., hora estándar central.

## Jugador más valioso

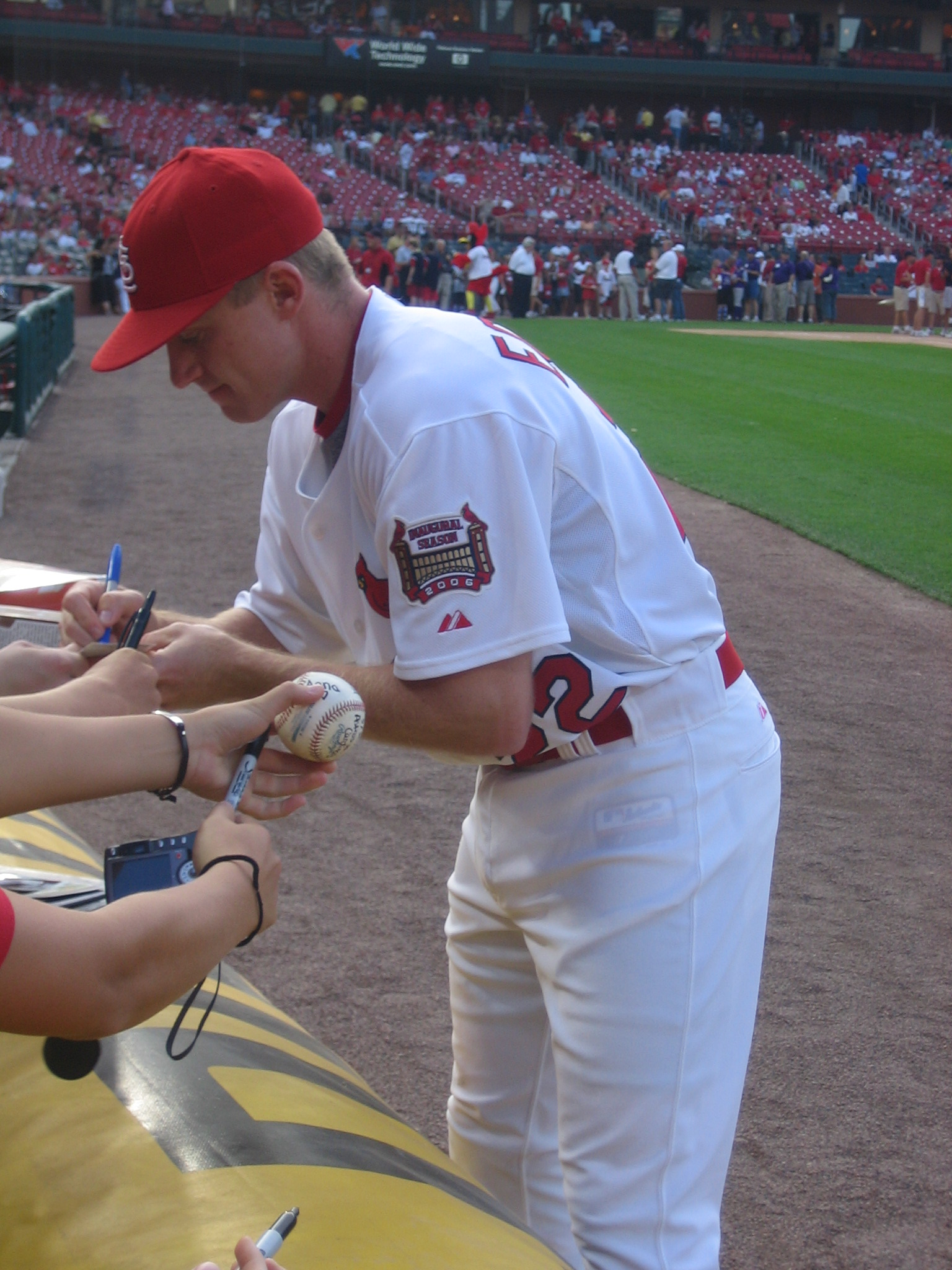
David Eckstein.

David Eckstein resultó elegido como el jugador más valioso de la serie, ya que fue fundamental para que su equipo obtuviera el título, especialmente en los juegos cuatro y cinco, contribuyendo con cuatro carreras impulsadas, tres anotadas y tres dobles.
| Jugador        | Equipo | JJ | VB | CA | H | 2B | 3B | HR | CE | BB | K | BR | OR | AVE  |
| David Eckstein | STL    | 5  | 22 | 3  | 8 | 3  | 0  | 0  | 4  | 1  | 1 | 0  | 0  | .364 |

JJ: Juegos jugados, VB: Veces al bate, CA: Carreras anotadas, H: Hits, 2B: Dobles, 3B: Triples, HR: Home runs, CE: Carreras empujadas, BB: Bases por bolas, K: Ponches, BR: Bases robadas, OR: Outs robando, AVE: Porcentaje de bateo